# Gibbons-Hawking-Effekt
Der Gibbons-Hawking-Effekt (nach Gary Gibbons und Stephen Hawking) besagt, dass jeder Lösung der Einsteinschen Feldgleichungen, die über einen kausalen Horizont verfügt, eine Temperatur zugeordnet werden kann; der kausale Horizont erweitert den Begriff des Ereignishorizonts von Schwarzen Löchern auf kosmologische Dimensionen, er ist diejenige Fläche in der Raum-Zeit, jenseits der Ereignisse den Beobachter nicht mehr beeinflussen können. 
Das Beispiel eines Ereignishorizonts war schon früher in der Theorie Schwarzer Löcher bekannt, wo Jacob Bekenstein und Hawking Anfang der 1970er Jahre der Fläche eines solchen Horizonts eine Temperatur und damit eine Entropie zuwiesen. Im Falle der Schwarzschild-Raumzeit ist dies z. B. die Temperatur {\displaystyle T} eines Schwarzen Loches der Masse {\displaystyle M}, wobei
{\displaystyle T\sim M^{-1}.}
Hawking hatte dieser Temperatur 1975 durch die Hawking-Strahlung eine physikalische Interpretation gegeben.
Ein Beispiel eines kausalen Horizonts aus der Kosmologie ist die De-Sitter-Raumzeit. Hierbei wird auf den Teilchenhorizont Bezug genommen, die maximale Distanz, die ein Teilchen seit Beginn des Universums zurückgelegt haben könnte. In diesem Fall ist die Temperatur {\displaystyle T} proportional zum Hubble-Parameter {\displaystyle H}:
{\displaystyle T\sim H.}